# گاواربان
گاوارِبان نام یک داستان بلند به قلم محمود دولت‌آبادی می‌باشد. دولت‌آبادی نگارش این داستان را در سال ۱۳۴۷ شروع و در سال ۱۳۴۸ به پایان رسانید، این داستان در سال ۱۳۵۰ از سوی انتشارات صدای معاصر منتشر شد.